# District Koerski (oblast Koersk)
Het district Koerski (Russisch: Курский район) is een gemeentelijk district van de Russische oblast Koersk.
Het bestuurlijk centrum is de stad Koersk (maar het maakt geen deel uit van het district en vormt een stedelijk district).

## Demografie
Het district telde 57.720 inwoners bij de volkstelling van 2018 tegen 56.494 bij die van 2002.

## Geschiedenis
Het district werd opgericht in 1928.

## Klimaat
Het district ligt in een continentale klimaatzone met milde, warme zomers en gelijkmatig verdeelde jaarlijkse regenval (Dfb in de Klimaatclassificatie van Köppen).

## Bestuurlijke indeling
Het district telt 17 selsovjets: Besedinski, Brezjnevski, Kamysjinski, Kljukvinski, Lebjazjenski, Mokovski, Nizjnemedveditski, Novoposelenovski, Nozdratsjevski, Pasjkovski, Polevskoj, Poljanski, Rysjkovski, Sjtsjetinski, Sjumakovski, Vinnikovski en Vorosjnevski.
Bestuurlijk centrum: Koersk

Stedelijke districten: Lgov · Koertsjatov · Koersk · Sjtsjigry · Zjeleznogorsk

Gemeentelijke districten:

Belovski · Bolsjesoldatski · Chomoetovski · Dmitrijevski · Fatezjski · Gloesjkovski · Gorsjtsjenski · Kastorenski · Konysjovski · Korenevski · Koerski · Koertsjatovski · Lgovski · Mantoerovski · Medvenski · Obojanski · Oktjabrski · Ponyrovski · Pristenski · Rylski · Sjtsjigrovski · Soedzjanski · Solntsevski · Sovetski · Timski · Tsjeremisinovski · Zjeleznogorski · Zolotoechinski